# Carlo Tentacule
Carlo Tentacule (Squidward Q. Tentacles) ou Carlo le calmar, est un personnage de la série télévisée d'animation américaine Bob l'éponge. Il apparaît pour la première fois dans l'épisode intitulé Bienvenue à bord ! diffusé aux États-Unis le 1er mai 1999. Il est interpreté en version originale par Rodger Bumpass et en version française par Henri Courseaux puis par Michel Mella depuis la saison 6. Carlo Tentacule est conçu et réalisé par le biologiste et animateur Stephen Hillenburg peu après l'annulation à l'antenne de sa série Rocko's Modern Life en 1996. À cette époque, Hillenburg tente de créer une série télévisée mettant en scène une éponge très optimiste agaçant son entourage tout en se focalisant sur les idées de Laurel et Hardy et de Pee-Wee Herman.
Bien que son nom en version originale comporte le mot squid signifiant calmar, Carlo est une pieuvre anthropomorphe. Il vit dans un moai entre les habitations de Bob l'éponge et Patrick Étoile. Le personnage est dépeint comme de mauvaise humeur et prétentieux, et il méprise le comportement bruyant constant de ses deux voisins. Cependant, le duo n'est pas conscient de l’antipathie de Carlo à leur égard et le considère comme un ami. Carlo travaille comme caissier au sein du Crabe Croustillant, un travail pour lequel il est apathique.

## Rôle

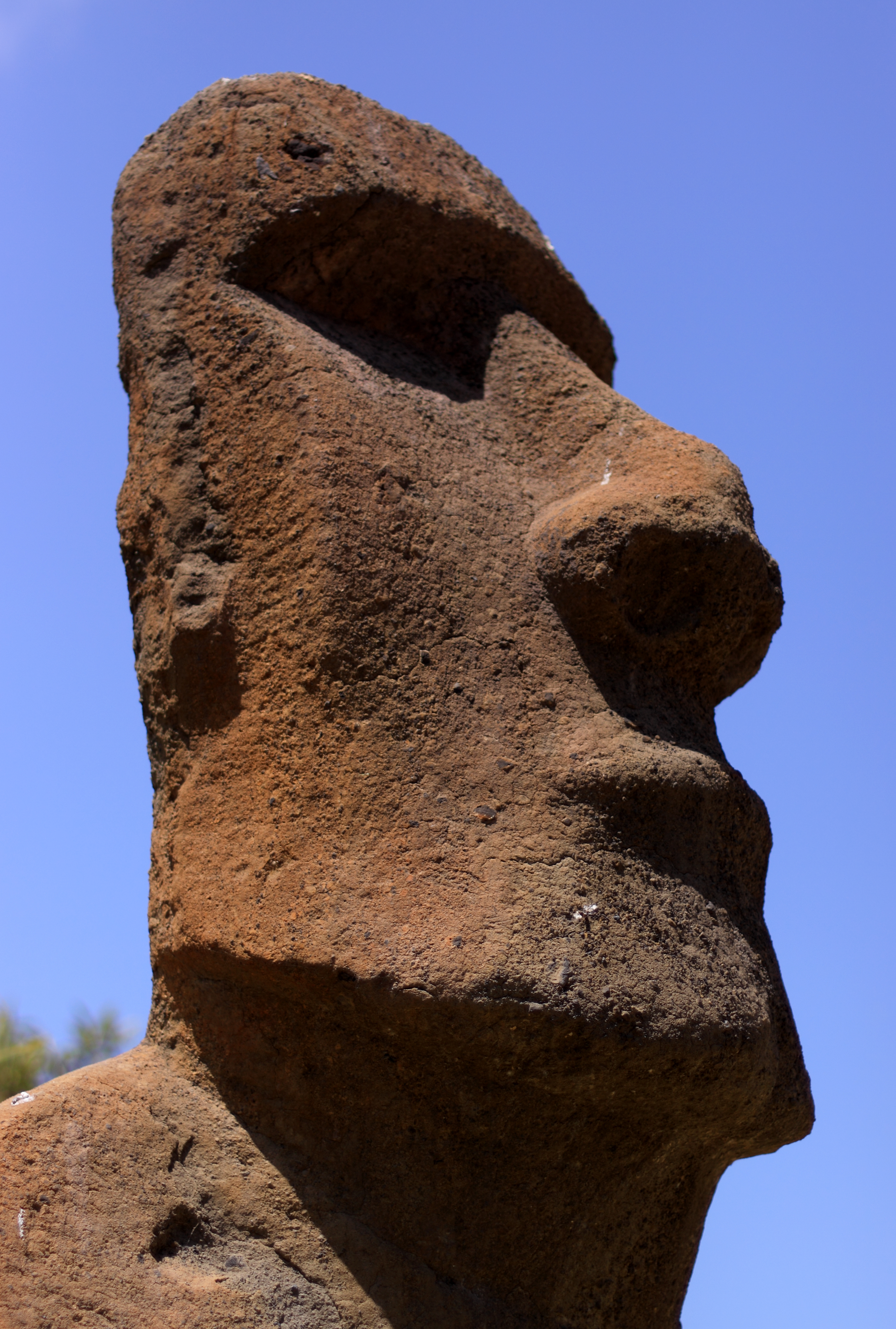
Carlo habite dans un moai, comme ceux de l'Île de Pâques.

Carlo est représenté comme une pieuvre turquoise grincheuse et amère. Il vit dans la ville sous-marine de Bikini Bottom dans un moai situé entre la maison en ananas de Bob l'éponge et le rocher de Patrick Étoile. Carlo est agacé par ses voisins à cause de leur rire perpétuel et leur comportement bruyant, bien que Bob l’éponge et Patrick soient inconscients de la nuisance qu'ils font endurer à leur voisin qu'ils considèrent comme leur ami.
Carlo vit dans un état constant d’apitoiement sur soi-même et de misère ; il est mécontent de son style de vie banal et aspire au statut de célébrité, à la richesse, aux cheveux et à une carrière glamour et distinguée en tant que musicien ou peintre passionné par l’art et jouant de la clarinette. Cependant, il doit endurer le statut modeste de caissier de restauration rapide au Crabe Croustillant. Carlo n’aime pas son travail et est irrité par son employeur avide M. Krabs et son propre voisin Bob l'éponge comme collègue de travail.

## Développement

### Conception

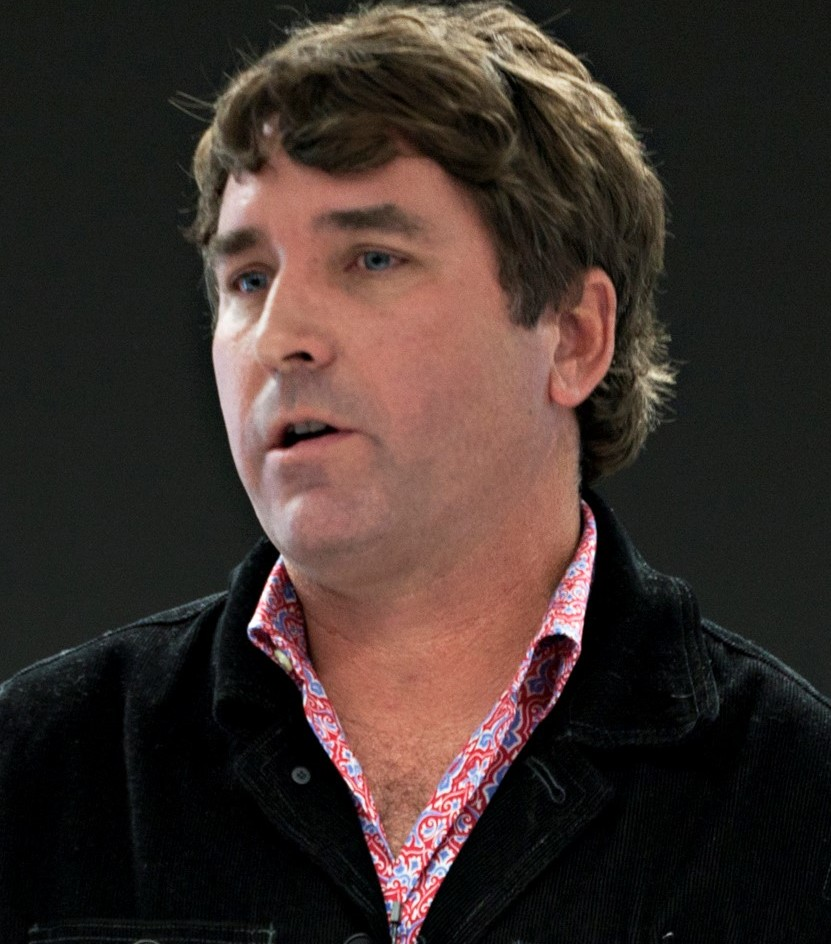
Stephen Hillenburg, créateur de la série Bob l'éponge et de ses personnages.

Dès son plus jeune âge, Stephen Hillenburg est fasciné par l'océan et la vie aquatique et commence à développer ses capacités artistiques. À l'université, il se spécialise en biologie marine et prend une option artistique. Il pense alors à recommencer l'université afin d'obtenir un master en art. Il sort diplômé en 1984, avant de rejoindre l'Ocean Institute, une organisation dédiée à l'éducation du public à l'océanographie et à l'histoire des bateaux. Alors qu'il travaille pour l'organisation, il a une idée qui le mènera à la création de Bob l'éponge : une bande dessinée intitulée The Intertidal Zone (littéralement, La Zone intertidale, c'est-à-dire le rivage où alternent les marées). En 1987, Hillenburg quitte l'institut pour poursuivre une carrière dans l'animation,.
Quelques années après avoir étudié l'animation expérimentale au California Institute of the Arts, Hillenburg rencontre, à un festival d'animation, Joe Murray, créateur de la série de Nickelodeon, Rocko's Modern Life, qui lui propose de travailler en tant que réalisateur de la série,,,,. Après avoir lu The Intertidal Zone, Martin Olson, un des scénaristes de Rocko's Modern Life, encourage Stephen Hillenburg à créer une série télévisée avec un concept similaire. Avant ce moment-là, l'idée de créer une série ne lui avait jamais traversé l'esprit et réalise que tant qu'il ne le fait pas, il ne saura jamais s'il en est capable ou pas,,. La production de Rocko's Modern Life s'arrête en 1996. Peu de temps après, Stephen Hillenburg commence à travailler sur Bob l'éponge.

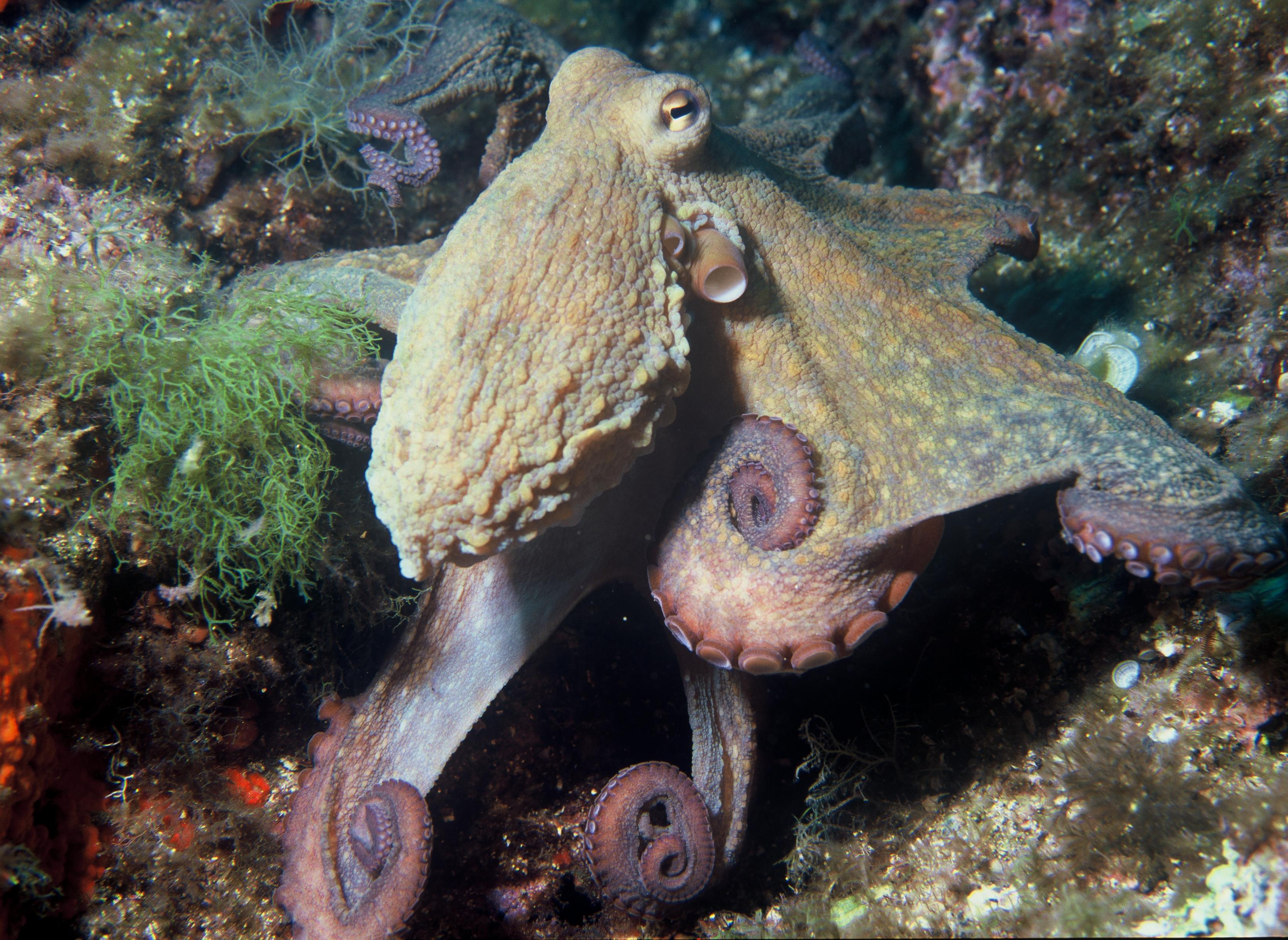
Pieuvre à l'état naturel

Stephen Hillenburg conçoit les personnages en s'inspirant de sa bande dessinée, celle-ci comprenant une étoile de mer, un crabe et une éponge. Il conçoit le voisin de Bob l'éponge comme une pieuvre parce qu'il aime la grande tête de l'espèce et qu'ils « ont une si grosse tête bulbeuse, et comme Carlo pense qu'il est un intellectuel, alors bien sûr il va avoir une grosse tête bulbeuse. »,. Hillenburg explique que le personnage est normalement dessiné avec six membres parce que « c’était vraiment plus simple pour l’animation de le dessiner avec six jambes au lieu de huit »,. Hillenburg nomme le personnage Squidward d’après le calamar, qui est étroitement lié à la pieuvre et possède dix membres. Selon Rodger Bumpass, l’acteur de Carlo, le nom d’Octoward (le préfixe octo venant du mot octopus signifiant pieuvre) « n’a tout simplement pas fonctionné ».
Sur l'aspect de Carlo, le directeur artistique et scénariste Vincent Waller a déclaré en 2010 :

« Carlo est difficile à dessiner - il a une tête de forme très étrange. Heureusement, ses émotions sont assez égales, mais obtenir beaucoup de grandes émotions de lui est un défi. Son nez divise tout en deux, donc c'est toujours comme : « OK, comment vais-je travailler cela et continuer à le faire lire ? »
, »

Hillenburg a pensé à faire des blagues avec Carlo éjectant de l'encre mais s'est ravisé car, selon lui, « on dirait toujours qu'il fait caca son pantalon »,. Malgré cela, des blagues sur l'encre apparaissent dans les épisodes Carlo le géant et Limonade à l'Encre. Le bruit des pas de Carlo, qui évoque celui des ventouses tirant sur le sol, est produit par le frottement des bouillottes. Les pas, et ceux du reste des personnages principaux, sont enregistrées par l’équipe de bruitage de la série. Le concepteur sonore Jeff Hutchins déclare que les sons de pas « [aident] à dire de quel personnage il s'agit et sur quelle surface il marche »,. Bumpass inspire l’idée de faire rouler Squidward sur un vélo couché ; Bumpass possède un de ces vélos, qu’il chevauche autour de Burbank, en Californie. Bumpass le décrit comme sa « petite blague intérieure »,.

### Doublage

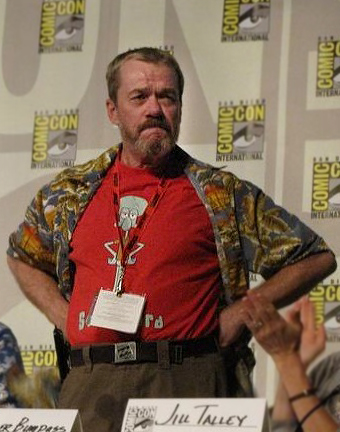
L'acteur Rodger Bumpass, voix originale de Carlo.

En version originale, la voix de Carlo Tentacule est interprété par Rodger Bumpass, qui assure également la voix de plusieurs autres personnages de la série, dont la mère de Carlo. Lors de la création de la série et de l'écriture de son épisode pilote en 1997, Stephen Hillenburg et le directeur de la création Derek Drymon mènent également des castings afin d'établir la distribution des personnages. Mr. Lawrence, qui avait travaillé avec Hillenburg et Drymon sur Rocko's Modern Life, est le premier choix de Hillenburg pour le rôle. Hillenburg a invité Lawrence à auditionner pour tous les personnages de la série. Au lieu de Carlo, Hillenburg a décidé de donner à Lawrence le rôle de Plankton, le méchant de la série.
Selon Bumpass, Carlo est « un type très nasillard et monotone », il ajoute que son personnage est devenu intéressant à jouer à cause de « son sarcasme, puis sa frustration, puis son apoplexie, et ainsi il est devenu un large spectre d'émotions »,. Tom Kenny, la voix de Bob l'éponge, décrit Bumpass enregistrant ses lignes dans le studio : « J'adore regarder Rodger … Il est juste à côté de moi ». Selon lui, lorsque Bumpass « devient apoplectique » comme Carlo pendant l'enregistrement, sa tête devient rouge, « et vous avez peur qu'il ait une embolie »,.
Plusieurs membres de l'équipe de la série félicitent Bumpass pour sa performance et sa similitude avec le personnage. Kenny qualifie Bumpass de « brillant » et qu'« [il] est un peu comme Carlo ». L'écrivain Kent Osborne déclare : « Je me souviens avoir pensé à combien Rodger parle et agit comme Carlo. C'est pourquoi c'est une si bonne voix - il y est tellement connecté »,. Cependant, Bumpass rétorque : « Je ne suis pas lui et il n'est pas moi, mais ce que je suis obligé de faire pour lui et ce que je suis capable de faire pour lui, c'est ce qui me ressemble. Cela correspond très bien à mes talents et compétences particulières. Donc à cet égard, oui, c'est moi, mais je ne suis pas le genre de gars grincheux, sarcastique et sous-performant qu'il est. »,.
La voix de Carlo est comparée à celle de Jack Benny. Kenny explique : « Pour moi, il y a quelque chose de tellement drôle dans ce personnage de Jack Benny fidèle à personne que Rodger Bumpass fait un si bon travail en jouant [...] Carlo »,. Arthur Brown, auteur de Everything I Need to Know, I Learned from Cartoons!, déclare que Carlo « ressemble beaucoup à Jack Benny ». Bumpass rejette cette comparaison, « Jack Benny, non. Bien qu'il ait ce sarcasme d'observation, il en sort de temps en temps. »,.

## Accueil
Carlo reçoit un accueil positif de la part des critiques et des fans. La voix de Bob l'éponge, Tom Kenny, nomme Carlo comme étant son personnage préféré de la série. Il explique « Il a une dimension supplémentaire où la capacité de jeu de Bob l'éponge et Patrick le mystifie, mais il en est aussi jaloux. Quand il essaie de participer, il échoue complètement parce qu'il n'y croit pas. »,. Le scénariste Casey Alexander ajoute : « Carlo est le personnage auquel je me rapporte le plus. D'une manière exagérée, il est le personnage le plus humain. Si je connaissais un humain comme Bob l'éponge, je réagirais probablement à lui comme Carlo le fait »,. Le chanteur américain Pharrell Williams, fan de la série, déclare : « Carlo est mon préféré, cependant. S'il était un humain, je passerais du temps avec lui. »,.
Bill Treadway de DVD Verdict déclare que Carlo est « un croisement entre Bert [de Sesame Street], Woody Allen et Roger Addison [de Monsieur Ed, le cheval qui parle] ... mais il a du cœur, si vous pouvez le trouver ». Treadway l'appelle « le faire-valoir pour les singeries de son voisin »,. Le critique de cinéma A. O. Scott du New York Times écrit, dans sa critique du film Bob l'éponge, que Carlo est l'un de ses personnages secondaires préférés de la série, avec Sandy Écureuil et Mme Puff. Il ajoute : « J'étais triste de les voir poussés à la marge »,. Toujours dans la même publication, la critique de télévision Joyce Millman décrit Carlo comme ayant « la garce nasillarde de Paul Lynde et les prétentions artistiques de Felix Unger (en) ». Millman a en outre écrit: « Hmmm, Carlo est un calamar gay, je pense. »,.
L'orchestre, le second épisode de la deuxième saison centré sur Carlo, est souvent considéré par de nombreux critiques et fans comme l'un des meilleurs épisodes de la série. Écrivant pour le Washington Post, Michael Cavna a classé L'orchestre comme le cinquième meilleur épisode de Bob l'éponge. Dans sa critique, Cavna déclare : « Le mélange d'aspiration artistique de Carlo face à l'aiguillage, à l'humiliation et à la sous-médiocrité implacable en a fait un épisode pour enfants que les adultes peuvent vivre à un tout autre niveau. »,. Sur une note moins positive, Carlo a été répertorié par Common Sense Media dans Les 10 pires modèles de télévision de 2012. Son auteur Sierra Filucci constate que l'égoïsme du personnage est sa « pire offense », et appelle Carlo « le caissier méchant et désagréable du Crabe Croustillant » et ajoute qu'« [il] n'est gentil que quand il veut quelque chose »,.
À la 39e cérémonie des Daytime Emmy Awards en 2012, Bumpass a été nommé pour sa performance vocale en tant que Carlo dans la catégorie du meilleur interprète dans un programme d'animation, le premier acteur de la série à être nommé dans cette catégorie. Le prix a été remporté par June Foray de Garfield et Cie. Bumpass explique qu'il était fier d'avoir été nommé, mais « il n'y avait pas vraiment de compétition car l'un des autres nommés était June Foray et elle est la royauté dans le monde de l'animation... Il n'y avait aucune chance que les trois autres gars aient une chance. En fait, si l'un d'entre nous en avait eu une, il y aurait eu une émeute dans ce studio (The Beverly Hilton) ». Il a dit qu'il était « heureux de perdre contre June Foray » et « très heureux et reconnaissant d'avoir obtenu une nomination ».

## Produits dérivés
Carlo est présent sur plusieurs produits dérivés de la série Bob l'éponge, comme des jeux de sociétés, des livres, des peluches ou encore des cartes à collectionner. Parallèlement à la série télévisée, Carlo apparaît dans les numéros de SpongeBob Comics (qui ont été publiés pour la première fois en février 2011),, dans de nombreux jeux vidéo Bob l'éponge, et dans divers parcs à thème et défilés de parcs à thème (y compris Sea World et Universal's Superstar Parade, respectivement). En 2004, Carlo apparait dans la première adaptation cinématographique de la série, Bob l'éponge, le film , sorti le 19 novembre 2004 et rapportant plus de 140 millions de dollars dans le monde.
L'épisode L'éponge Volante est adapté en 2009 en comédie musicale sur scène au Liverpool Empire Theatre, et plus tard en Afrique du Sud. L'acteur Charles Brunton interprète le rôle de Carlo, rappelant plus tard qu'il aime le personnage, et le « fun d'essayer de recréer un personnage de dessin animé bien établi dans une performance en direct sur scène ». Brunton s'est préparé pour le rôle en achetant neuf DVD de la série, jouant le rôle de Carlo dans chaque épisode, dans sa chambre. Il explique qu'« Il a fallu des siècles pour perfectionner la voix et la façon dont il utilisait ses bras »,. La performance de Brunton et la comédie musicale ont été bien accueillies par la plupart des critiques. Un critique de The Public Reviews écrit : « Charles Brunton en tant que Carlo a vraiment volé la vedette pour nous, son personnage était cloué à la perfection, de par son jeu comique, sa voix et ses manières, c'était une performance sans faute »,. Dans sa critique pour The Northern Echo, Viv Hardwick déclare, « Charles Brunton fait un Carlo convaincant »,. Le rôle est joué par Chris van Rensburg en Afrique du Sud.